# ジャクソン・カワー
- ジャクソン・コーワー
- ジャクソン・コワー

ジャクソン・アレクサンダー・カワー（Jackson Alexander Kowar, \coh-wahr\, 英語発音/ˈʤæksən ˈkoʊər/; 1996年10月4日 - ）は、アメリカ合衆国ノースカロライナ州ユニオン郡ウェディントン出身のプロ野球選手（投手）。右投右打。MLBのシアトル・マリナーズ所属。

## 経歴

### プロ入り前

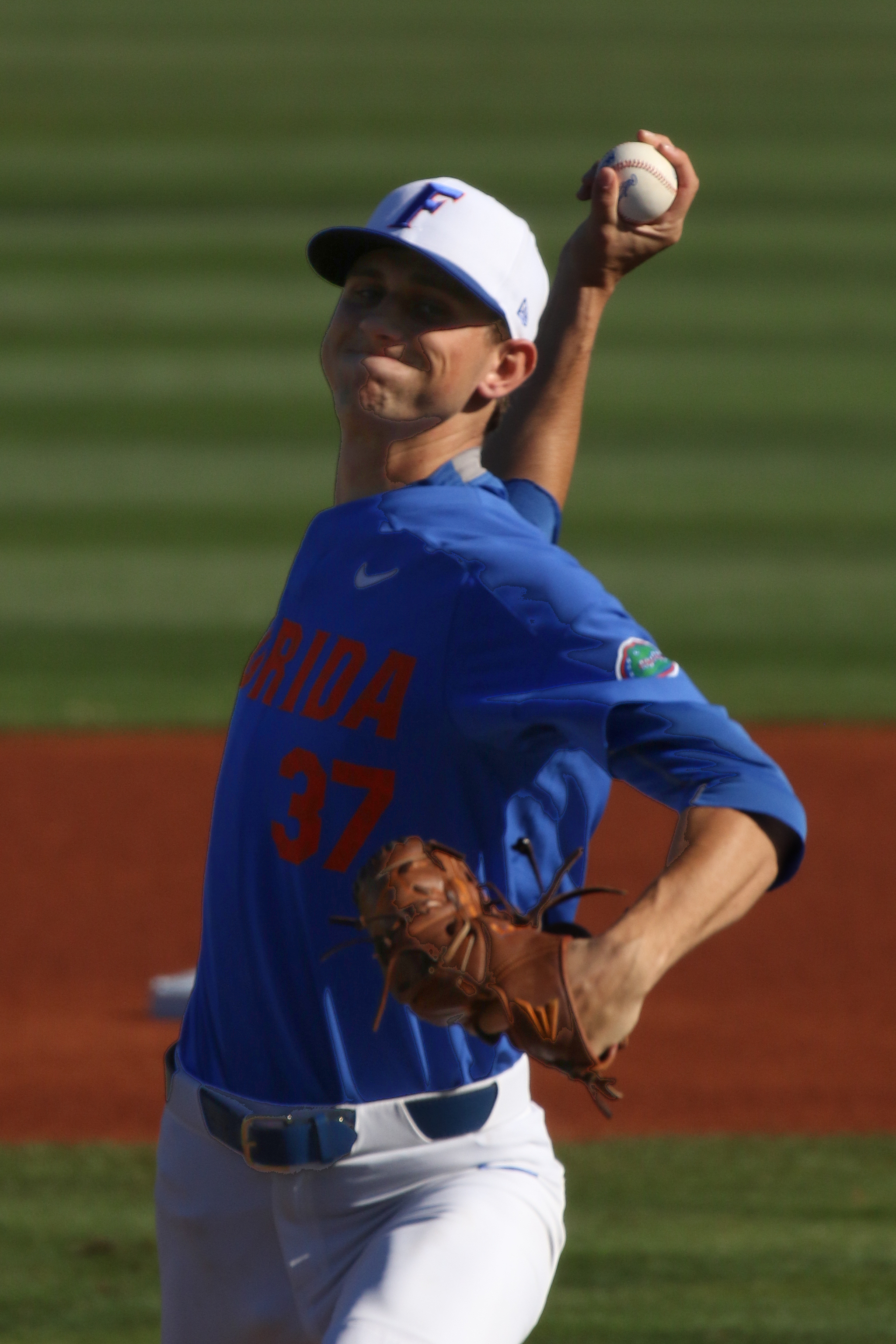
フロリダ大学時代
（2018年）

高校時代にクレムゾン大学への進学を予定していたが、監督の交代などもあり取り止めた。その後、最終年の2015年に10勝1敗、防御率0.20の好成績を記録。同年のMLBドラフト40巡目（全体1210位）でデトロイト・タイガースから指名されたが、契約せずにフロリダ大学へ進学した。
大学ではブレイディ・シンガーとチームメイトであり、2年目の2017年にはメンズ・カレッジ・ワールドシリーズの優勝投手となった。

### プロ入りとロイヤルズ時代
2018年のMLBドラフト1巡目（全体33位）でカンザスシティ・ロイヤルズから指名され、上記のシンガーと共にプロ入り。契約金は214万7500ドル。傘下のA級レキシントン・レジェンズでプロデビューし、9試合に登板して0勝1敗、防御率3.42、22奪三振の成績を記録した。
2019年はA+級ウィルミントン・ブルーロックスで開幕を迎え、シーズン途中にAA級ノースウエストアーカンソー・ナチュラルズに昇格。2球団合計で26試合に先発登板して7勝10敗、防御率3.52、144奪三振の成績を記録した。
2020年は新型コロナウイルスの影響でマイナーリーグの試合が開催されなかった。
2021年はAAA級オマハ・ストームチェイサーズで開幕を迎え、6月7日にメジャー契約を結んでアクティブ・ロースター入り。同日のロサンゼルス・エンゼルス戦に先発登板してメジャーデビューを果たしたが、0.2イニングを4失点で敗戦投手となった。このシーズンは0勝6敗で防御率11.27という成績であった。
2022年は7試合に登板するも防御率9.77という成績であった。
2023年9月5日のシカゴ・ホワイトソックス戦でメジャー初勝利を挙げた。

### マリナーズ時代
2023年11月17日にカイル・ライトとのトレードでアトランタ・ブレーブスへ移籍したが、12月3日にマルコ・ゴンザレス、ジャレッド・ケレニック、エバン・ホワイト、金銭とのトレードで、コール・フィリップスと共にシアトル・マリナーズへ移籍した。

## 選手としての特徴
ワークホース型右腕で、チェンジアップでゴロも三振も量産する。

## 人物
父親のフランク・カワーも元プロ野球選手で、トロント・ブルージェイズ傘下でプレーしていた。

## 詳細情報

### 年度別投手成績
| 年 度    | 球 団    | 登 板 | 先 発 | 完 投 | 完 封 | 無 四 球 | 勝 利 | 敗 戦 | セ 丨 ブ | ホ 丨 ル ド | 勝 率 | 打 者 | 投 球 回 | 被 安 打 | 被 本 塁 打 | 与 四 球 | 敬 遠 | 与 死 球 | 奪 三 振 | 暴 投 | ボ 丨 ク | 失 点 | 自 責 点 | 防 御 率 | W H I P |
| -------- | -------- | ----- | ----- | ----- | ----- | -------- | ----- | ----- | -------- | ----------- | ----- | ----- | -------- | -------- | ----------- | -------- | ----- | -------- | -------- | ----- | -------- | ----- | -------- | -------- | ------- |
| 2021     | KC       | 9     | 8     | 0     | 0     | 0        | 0     | 6     | 0        | 0           | .000  | 154   | 30.1     | 43       | 7           | 20       | 0     | 2        | 29       | 8     | 0        | 38    | 38       | 11.27    | 2.08    |
| 2022     | KC       | 7     | 0     | 0     | 0     | 0        | 0     | 0     | 0        | 2           | ----  | 82    | 15.2     | 27       | 4           | 11       | 0     | 0        | 17       | 0     | 0        | 17    | 17       | 9.77     | 2.43    |
| 2023     | KC       | 23    | 0     | 0     | 0     | 0        | 2     | 0     | 0        | 0           | 1.000 | 137   | 28.0     | 34       | 4           | 20       | 0     | 1        | 29       | 5     | 0        | 24    | 20       | 6.43     | 1.93    |
| MLB：3年 | MLB：3年 | 39    | 8     | 0     | 0     | 0        | 2     | 6     | 0        | 2           | .250  | 373   | 74.0     | 104      | 15          | 51       | 0     | 3        | 75       | 13    | 0        | 79    | 75       | 9.12     | 2.09    |

- 2024年度シーズン終了時

### 年度別守備成績
| 年 度 | 球 団 | 投手（P） | 投手（P） | 投手（P） | 投手（P） | 投手（P） | 投手（P） |
| 年 度 | 球 団 | 試 合     | 刺 殺     | 補 殺     | 失 策     | 併 殺     | 守 備 率  |
| ----- | ----- | --------- | --------- | --------- | --------- | --------- | --------- |
| 2021  | KC    | 9         | 0         | 7         | 0         | 0         | 1.000     |
| 2022  | KC    | 7         | 0         | 4         | 0         | 0         | 1.000     |
| 2023  | KC    | 23        | 1         | 1         | 0         | 0         | 1.000     |
| MLB   | MLB   | 39        | 1         | 12        | 0         | 0         | 1.000     |

- 2024年度シーズン終了時

### 背番号
- 37（2021年 - ）